# Esteban Andrés Suárez
Esteban, właśc. Esteban Andrés Suárez (ur. 27 czerwca 1975 roku w Avilés) – hiszpański piłkarz, gra na pozycji bramkarza.

## Kariera klubowa
Esteban karierę piłkarską rozpoczął w 1994 roku w klubie z rodzinnego miasta, Realu Avilés, wkrótce jednak przeszedł do ekipy lokalnych rywali, Realu Oviedo. Przez pięć sezonów opuścił tylko 12 ligowych konfrontacji. Real występował wówczas w Primera Division. Równocześnie jednak ze spadkiem klubu do drugiej ligi, Estadio Carlos Tartiere opuścił golkiper, który przeniósł się do Atletico Madryt.
Rok później Esteban stolicę Hiszpanii zamienił na Sevillę FC, gdzie zaliczył dwa solidne sezony (klub rozgrywki kończył na szóstej pozycji). Kolejnym pracodawcą bramkarza została Celta Vigo. Tam jednak był tylko zmiennikiem José Manuela Pinto do czasu, kiedy ten przeniósł się do FC Barcelona, w styczniu 2008 roku.
Latem 2008 roku przeprowadził się do UD Almería, gdzie początkowo pełnił rolę drugiego bramkarza, po Diego Alvesie. Jednakże, kontuzja Brazylijczyka w końcówce marca 2009 roku sprawiła, że Esteban zaczął stawać między słupkami i pozostał tam do końca sezonu, mimo że rywal zdołał się wyleczyć jeszcze przed zakończeniem rozgrywek.
W sezonie 2009/2010 Esteban zaliczył tylko 30-minutowy występ na murawie (runda jesienna), a stało się to, ponieważ Diego Alves otrzymał czerwony kartonik w 63. minucie pojedynku z Valencią CF. Pod koniec sezonu jednak 35-latek przedłużył o rok swój kontrakt z klubem.

## Osiągnięcia
Hiszpania U-21
- Mistrzostwa Europy U-21: 1998